# بوبي ماكين
بوبي ماكين (بالإنجليزية: Bobby McCain)‏ هو لاعب كرة قدم أمريكية أمريكي، ولد في 18 أغسطس 1993 في سيلاكاوغا في الولايات المتحدة.

## وصلات خارجية
- بوبي ماكين على موقع مرجع كرة القدم المحترفة.كوم (الإنجليزية)